# Ой на горі та й женці жнуть

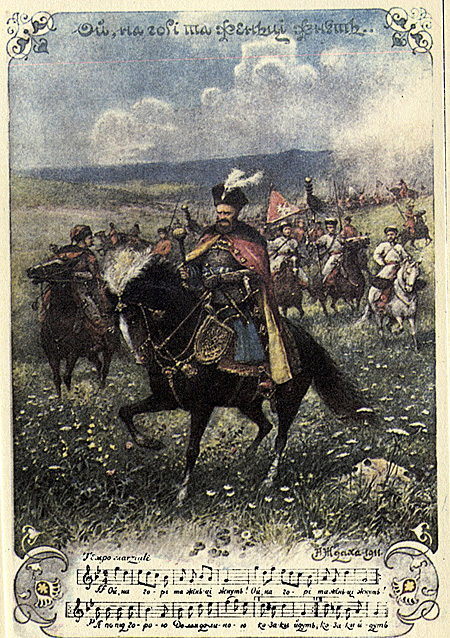
Листівка «Ой, на горі та женці жнуть» Амвросія Ждахи, 1911 рік

«Ой на го́рі та й женці́ жнуть» — українська народна пісня. Належить до козацьких історичних пісень.

## Історія
Пісня виникла, ймовірно, у другій половині XVII століття. Найстаріший варіант зафіксований на Галичині в записах Домініка Рудницького 1713 року «Пісні різні і деякі на ноти перекладені». Срезневський і Каманін пов'язували пісню з Михайлом Дорошенком та Петром Конашевичем-Сагайдачним часів хотинського походу. Максимович припускав дату виникнення пісні часами Петра Дорошенка, вбачаючи в Сагайдачному когось із старшин запорозького куреня. Яворницький, посилаючись на Максимовича, припускав, що це був кошовий отаман, сподвижник гетьмана Петра Дорошенка Григорій Сагайдачний. Датування пісні другою половиною 17 століття підтримували В. Антонович, М. Драгоманов, Б. Грінченко.
У Дрогозденкові Борис Грінченко вбачав брацлавського полковника Василя Дрозденка; текст із збірника Доменіка Рудницького він визначав як літературний.
М. Євстахевич, припускала, що «Дрогозденко» — це Дрозденко, сотник, «котрий привів Дорошенкові гетьмана Задніпрянської України Брюховецького в червні 1668 р., після чого Брюховецький був убитий», а Сагайдачний — «правдоподібно, не Петро Конашевич-Сагайдачний, а Григорій Сагайдачний, кошовий отаман в 1686 р.».
Існує польський варіант пісні «По широкій Україні», де замість Сагайдачного згадується київський воєвода Стефан Хмелецький, прозваний «бичем татарським» за перемоги над татарами.
Інші назви: «Ой на горі да женці жнуть», «Ой на горі та женці жнуть», «Ой на горі женці жнуть», «Гей, на горі та женці жнуть», «Гой, на горі женці жнуть».
З часом мелодію пісні було використано Євгеном Адамцевичем при написанні «Запорозького маршу» та оркестрою ЗПО ЗСУ у «Козацькому марші».

## Текст
| За Рудницьким Ой, на горі женці жнуть, Да долом, долом, да долиною козаки ідуть. Межи ними три гетьмани, Што ведуть войсько запорозьке долинами: Один гетьман Дорошенко, Што ведет войсько запорізьке хорошенько; Други гетьман Сагайдачник, Што згубив триста козаков, зли необачник; Третій гетьман Дрогозденко, Што ведет войсько московське борозденько. Ідуть ляхи дорогами: Закричу[ть], кликну[ть] вам «Пома[га]й Бог» за горами — Помагай Бог козаченьк[а]м, Щоб одкрикнули да з самопалов ляшеньк[а]м: Посередині пан хорунжий, Під ним кониченько, Під ним вороненький Сильно дужий. | Народний Ой на горі та й женці жнуть, (2) А попід горою, яром-долиною козаки йдуть Гей, долиною, гей, широкою, козаки йдуть. Попереду Дорошенко (2) Веде своє військо, Військо запорізьке хорошенько. Гей, долиною, гей, широкою, Хорошенько. А позаду Сагайдачний, (2) Що проміняв жінку на тютюн та люльку необачний. Гей, долиною, гей, широкою, Необачний. «Гей, вернися, Сагайдачний, (2) Візьми свою жінку, віддай тютюн-люльку необачний! Гей, долиною, гей, широкою, Необачний!» «Мені з жінкою не возиться, (2) А тютюн та люлька козаку в дорозі знадобиться! Гей, долиною, гей, широкою, Знадобиться.» «Гей, хто в лісі, озовися, (2) Тай викрешем вогню, тай запалим люльку. Не журися! Гей, долиною, гей, широкою, Не журися!!» Ой на, ой на горі та й женці жнуть, (2) А попід горою, яром-долиною козаки йдуть Гей, долиною, гей, широкою, козаки йдуть. |

## У культурі
Перші ноти мелодії грають у 30 хвилин щогодини у годиннику дзвіниці грецької церкви, що розташована на Контрактовій площі поруч із пам'ятником Сагайдачному і вулицею Сагайдачного.